# Mohringeffekten
Mohringeffekten är observationen att om turtätheten i en kollektivtrafikstjänst ökar till följd av ökad efterfrågan på tjänsterna, minskar väntetiden för passagerarna. Eftersom väntetiden, via tidskostnaden, är en del av de totala transportkostnaderna innebär detta att kollektivtrafik har stordriftsfördelar. I mikroekonomiska termer innebär Mohringeffekten att kollektivtrafik kan ha tilltagande marginalavkastning.
Mohringeffekten är uppkallad efter Herbert Mohring (1928-2012), amerikansk transportekonom verksam vid University of Minnesota. Mohring beskrev effekten i en artikel som publicerades 1972.

## Exempel
Anta att passagerarna anländer till en busshållplats vid slumpmässiga tidpunkter under en timmes tid medan bussen anländer en gång i timmen. Den genomsnittliga väntetiden för passagerare är då 30 minuter. Om antalet passagerare per timme ökar tillräckligt för att motivera två bussar per timme minskar den genomsnittliga väntetiden till 15 minuter. Ytterligare användare minskar på sätt tidskostnaden för befintliga passagerare eftersom dessa genomsnittligt behöver vänta kortare tid på nästa buss.  